# حزب العدالة الوطنية
العدالة الوطنية (بالإسبانية : Justicia Nacional) هو حزب سياسي فيبيرو. في الانتخابات التشريعية التي أجريت في 9 أبريل 2006، فاز الحزب بنسبة 1.4 ٪ من الأصوات الشعبية ولكن لم يفز بأي مقعد في مجلس الشيوخ. وبالتالي فقد الحزب تسجيله.
حاليًا، الحزب غير مسجل في لجنة الانتخابات الوطنية، وبالتالي فهو لا يعتبر حزبًا سياسيًا رسميًا ولا يمكنه المشاركة في أي انتخابات.